# يوسف بن عمر بن شعيب
يوسف بن عمر هو ابن أبي عبد الله عمر بن شعيب وخامس أمراء إمارة كريت. تولى الإمارة عند وفاة عمه محمد بن شعيب عام 910 ميلادية تقريباً حتى وفاته عام 915. واجهت الإمارة إبان عهده عام 911 حملةً بيزنطيةً أضخم من جميع سابقاتها، لكنها فشلت أيضاً في تحقيق أهدافها، ومن ثمّ هاجمتها الأساطيل الشاميّة وهي في طريق عودتها وتعرضت للتدمير قبالةَ خيوس. توفي الأمير يوسف عام 915، وخلفه في الحكم ابنه علي.